# Mattawan (Ontario)
Mattawan to gmina (ang. township) w Kanadzie, w prowincji Ontario, w dystrykcie Nipissing.
Powierzchnia Mattawan to 199,52 km².
Według danych spisu powszechnego z roku 2001 Mattawan liczy 114 mieszkańców (0,57 os./km²).